# PacWest Center
PacWest Center es  rascacielos de oficinas en Portland, la ciudad más poblada del estado de Oregón (Estados Unidos). Con un 30 pisos y 127,1 metros de altura, es el quinto edificio más alto de Portland y el cuarto más grande con 45.664 m². Fue diseñado por Hugh Stubbins & Associates de Cambridge, Massachusetts, y se completó en 1984.

## Historia
La construcción del PacWest Center comenzó en octubre de 1982, y el edificio se dedicó formalmente el 1 de noviembre de 1984. El nombre del edificio se deriva del antiguo inquilino principal, Pacific Western Bank of Oregon, propiedad de PacWest Bancorp. Sin embargo, las operaciones de PacWest en Oregon fueron adquiridas por KeyCorp en 1986 y se convirtieron en parte de KeyBank. Mitsubishi Estate Co., con sede en Tokio, había sido el propietario mayoritario del edificio desde que se levantó en 1984.
En 1985, el diseño del edificio le valió a sus arquitectos, Hugh Stubbins & Associates y Skidmore, Owings & Merrill, el "premio de honor" más importante del año del capítulo de Portland del Instituto Americano de Arquitectos . El vestíbulo del edificio fue remodelado en 2002. En diciembre de 2007, el edificio se vendió a Ashforth Pacific Inc. por 161,5 millones de dólares. Durante una tormenta de viento en diciembre de 2014, una pieza de chapa se desprendió de la torre y dañó la vecina Standard Plaza. Ashforth vendió el PacWest Center en 2016 por 170 millones de dólares a LPC Realty Advisors I LP.

## Detalles
PacWest es el cuarto edificio de oficinas más grande de Portland con 45.664 m² de superficie útil. El aspecto moderno y metálico del edificio proviene del uso de paneles de aluminio importados de Japón . El bufete de abogados Schwabe, Williamson & Wyatt es uno de los inquilinos más grandes y ocupa los pisos 15 al 19. La empresa tiene su sede en el edificio desde 1984.